# Державний кордон Оману

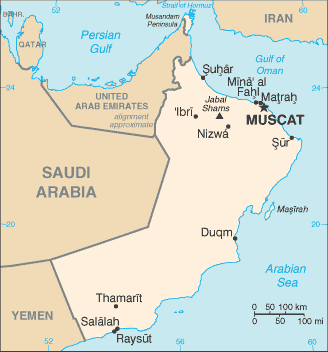
Карта Оману

Державний кордон Оману — державний кордон, лінія на поверхні Землі та вертикальна поверхня, що проходить по цій лінії, що визначають межі державного суверенітету Оману над власними територією, водами, природними ресурсами в них і повітряним простором над ними.

## Сухопутний кордон
Загальна довжина кордону — 1561 км. Оман межує з 3 державами. Оман має ексклав на території сусідніх Арабських Еміратів — Мадха, а також напіванклав Мусандам на однойменному півострові. Анклавів на території країни не існує.
Ділянки державного кордону
| Держава           | Ділянка         | Довжина (км) | Прикордонні регіони | Примітки |
| ----------------- | --------------- | ------------ | ------------------- | -------- |
| Саудівська Аравія | захід           | 658          |                     |          |
| ОАЕ               | північний захід | 609          |                     |          |
| Ємен              | південний захід | 294          |                     |          |

## Морські кордони
Оман на півдні й сході омивається водами Аравійського моря, на північному заході (ексклав на півострові Мусандам) — водами Перської затоки, а на північному сході — Оманської затоки Індійського океану. На півночі водами Ормузької протоки відділений від території Ірану. Загальна довжина морського узбережжя 2092 км. Згідно з Конвенцією Організації Об'єднаних Націй з морського права (UNCLOS) 1982 року, протяжність територіальних вод країни встановлено в 12 морських миль (22,2 км). Прилегла зона, що примикає до територіальних вод, в якій держава може здійснювати контроль, необхідний для запобігання порушень митних, фіскальних, імміграційних або санітарних законів, простягається на 24 морські милі (44,4 км) від узбережжя (стаття 33). Виключна економічна зона встановлена на відстань 200 морських миль (370,4 км) від узбережжя.